# Антагонизъм
Антагонизъм (от гръцки ανταγωνισμός — спор, борба) е вид взаимодействие, което има елемент на враждебност. Това е една от формите на противоречие, характеризираща се с остра, непримирима борба между враждебни сили и тенденции, между противоположни възгледи и интереси. Терминът има по-специфично значение в съответствие с областта, в която се използва.

## Философия и социология
В областта на философията и социологията, антагонизмът описва враждебни отношения между групите и различните идеологически подходи; една от страните във взаимоотношенията обикновено изразява активна съпротива на другата страна.

### Религиозен антагонизъм
Нетърпимостта и противопоставянето на религиите води до религиозен антагонизъм: християни срещу мюсюлмани, протестанти срещу католици, мюсюлмани срещу юдеи. Подобен антагонизъм съществува и между поддръжниците на идеята за еволюцията и тези за сътворението.

### Антагонизъм в марксизма (класова борба)
До Маркс класовата борба се счита за случайно явление. В историческия материализъм деленето на обществото на класи според отношението им към средствата за производство е закономерност, определена от обществено-икономическата формация.
Карл Маркс счита, че буржоазните капиталистически отношения са последната антагонистична форма на обществения процес на производство.), а В. И. Ленин отбелязва, че антагонизмът и противоречието са две различни неща и че при социализма първото ще изчезне, а второто ще остане. .

## Биология и екология
В областта на биологията и екологията, антагонизмът (или антибиозата) описва взаимоотношенията между организмите, където един организъм е увреден или чието развитие е възпрепятствано в резултат на присъствието на друг организъм. Това може да бъде създадено или директно или след промяна в условията на околната среда от втори организъм или поради присъствието му.